# Magnesi silicide
Magnesi silixua có công thức hóa học là Mg2Si, là một hợp chất vô cơ bao gồm magiê và silic. Là một loại bột có màu xanh đậm hoặc hơi tím.

## Tổng hợp
Nó có thể được sản xuất bằng cách nung nóng silic dioxide (SiO2), tìm thấy trong cát, với magnesi dư. Quá trình này tạo thành silic và magie oxit và nếu sử dụng magnesi dư magnesi silixua được hình thành:
2 Mg + SiO2  →  2 MgO + Si
Nếu có Mg, Mg2Si được hình thành từ phản ứng của magnesi còn lại với silic:
2 Mg + Si  →  Mg2Si
Những phản ứng này sẽ tỏa nhiệt.

## Ứng dụng
Magnesi silixua được sử dụng để tạo ra các hợp kim nhôm seri 6000, chứa đến khoảng 1,5% Mg2Si. Một hợp kim của nhóm này có thể được già hóa tạo thành các vùng Guinier-Preston và một kết tủa nguyên chất, cả hai đều làm tăng độ bền của hợp kim.

## Phản ứng
Magnesi silixua có chứa ion Si4-, như vậy nó phản ứng với axit. Vì vậy, khi magnesi silixua được xử lý bằng axit clohidric sẽ tạo ra silan (SiH4):
Axit sulfuric cũng có thể phản ứng với nó. Các phản ứng là phản ứng đặc trưng của slixua kiềm và kiềm thổ.